# Ryona
Ryona (яп. リョナ Рё:на) — ситуация, когда некто подвергается физическому насилию, пыткам или другим мучениям и выражает свою боль от этого через крики или стоны. Также это сленг в интернете, обозначающий такое сексуальное предпочтение.

## Этимология
В 2003 году это слово появилось в разделе «Игры» на текстборде 2ch.net, когда появился пост под названием «Любимые крики в видеоиграх» (яп. 萌える悲鳴のゲーム). В этом посте основной темой обсуждения превалировали изображения из таких игр в жанре ужасы, как Resident Evil.
В 652-й комментарии в этом посте было предложено назвать акт мастурбации на изображения женщин, умирающих в такой ситуации, «мастурбация на странное» (яп. 猟奇オナニー рё:кионании). Так, этот акт стал сокращённо называться Рё:на (яп. リョナニー).

## Описание
Термин предполагает, что насилие применяется исключительно к женщине, в то время, как акта изнасилования или нет, или на нём не заостряется внимание. В случае, когда насилуют мужчину, эту ситуацию обычно называют гякурёна (яп. 逆リョナニー гяку-рё:нании, «обратная рёна»). Обычно пол, вид или раса насилующего существа не имеет значения.

### Отличия от садизма
Мазохизм женщины и стремление стать жертвой, попавшей в жестокую ситуацию, отличают рёну от садизма.

### Похожий жанр
Хиропин (яп. ヒロピン кризис героя) — ситуация, в которой во время сражения красивая девушка не может отбить вражескую атаку или оказывается в затруднительном положении из-за того, что подвергается непрерывным атакам. Хотя нет чёткой границы между хиропином и рёной, ситуации, когда всё тело сковано или слегка повреждено, не считаются рёной (в широком смысле, это считается «микро-рёной» или «мягкой рёной»), в то время как те, которые приводят к безвыходным ситуациям, считаются рёной.

### Примеры
Характер повреждений может сильно различаться, но обычно рёна включает в себя одно или несколько из следующих:
- Эмоциональный стресс, например, когда жертву заставляют держать себя в руках в течение длительного периода времени;
- Физические и психические страдания при захвате в плен противником и пытки с целью выбивания признания (в некоторых случаях проявляется садизм пытающего);
- Смерть или такие особо тяжкие травмы, как ампутация конечностей;
- Съедание заживо.

## Распространение жанра
С первой половины 2010-х годов были случаи, когда рёна использовалась в коммерческих произведениях, а также в крылатых фразах в комиксах для взрослых. В частности, это используется в журналах Comic Valkyrie, выпущенные издательством Kill Time Communication. Когда он был запущен, Anime News Network описывала его как «журнал с красивыми воительницами», отражающий большую долю историй, в которых привлекательные молодые женщины участвуют в приключениях или сражениях в футуристических или фэнтезийных мирах. Там публиковали работы, в которых были изображены рёна и хиропин.